# Jan Bevington Gillett
Jan Bevington Gillett (* 1911; † 1995) war ein englischer Botaniker. Er erforschte vor allem die Flora Ostafrikas und des Iraks. Sein offizielles botanisches Autorenkürzel lautet „J.B.Gillett“.
Gillett unternahm zwischen 1932 und 1972 viele Expeditionen in Ostafrika und im Irak, bei denen er eine Vielzahl bis dato unbekannter Pflanzen sammeln konnte. Er beschrieb über 200 neue Arten.
Im zu Ehren tragen über 30 Arten das Artepipheton gillettii, wie zum Beispiel der Harfenstrauch Plectranthus gillettii.